# Donjon de Spaniola
La tour du donjon de Spaniola (en allemand : Burgturm Spaniola ou Spaniolaturm) est une tour se trouvant dans les hauteurs de la commune grisonne de Pontresina (Engadine), en Suisse. 
Nicolin Serehard rapporte qu'en 1740 environ le donjon portait le nom du village. Elle est inscrite à l'inventaire des biens culturels d'importance nationale du canton des Grisons.

## Historique
La tour a été construite aux environs de 1200, date des premières sources écrites la mentionnant. Il est vraisemblable qu'elle était le siège des seigneurs de Pontresina qui commencent à être cités entre 1244 et 1307 et qui est alors la famille la plus influente de Haute-Engadine, opposée à celle de l'évêque de Coire qu'elle combattit notamment en 1244, ce qui lui fit perdre son titre de chancelier. 
La tour est endommagée cette année-là, mais remise d'aplomb en 1261. En 1294, la charge de chancelier de l'évêque est confiée à Andreas Planta. La famille s'éteint avec Symon de Pontresina, dont les fiefs, Pontresina et Celerina, passent à la famille Murell.
La tour est abandonnée au XVIe siècle et tombe en ruines, comme le rapporte Ulrich Campell au milieu de ce siècle. Elle a été consolidée en 1934 et 1994.

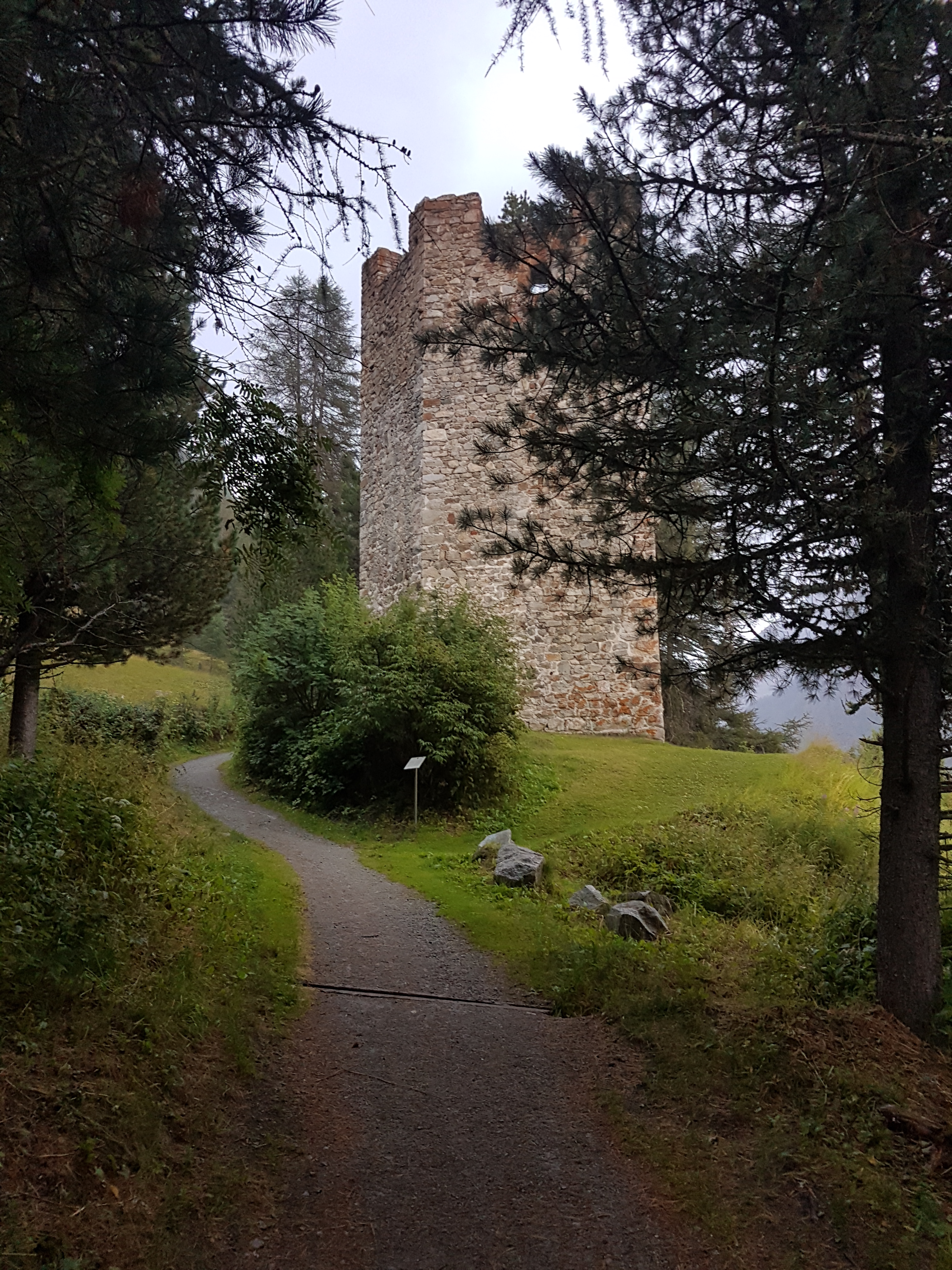
La Tour de Spaniola à Pontresina, construite vers 1200.

## Description
La tour rectangulaire est bien conservée. Des traces de remparts se remarquent plus difficilement, à une distance de cinq mètres autour. Elle comportait dès l'origine quatre étages supérieurs. Une entrée surélevée en arc cintré se trouve au deuxième étage du côté du sud-ouest, face à la vallée. L'entrée se faisait par une galerie de bois dont les trous de boulins des poutres et les corbeaux sont toujours visibles. Aux deuxième et au troisième étages, on remarque également des meurtrières et au quatrième, une fenêtre rectangulaire. Du côté nord, se trouvent les restes de consoles d'une bretèche avec gouttière, aujourd'hui disparue, ayant servi de garde-robe. L'ensemble était recouvert d'un toit pyramidal.